# 马厂镇 (全椒县)
马厂镇隶属中华人民共和国安徽省全椒县，地处全椒西北部，面积86.99平方公里，其中耕地63719.6亩。全镇约六千余户，总人口约28900人。所在江淮丘陵山区地势北高南低。

## 交通
合宁高速公路，东距南京市90公里，西距合肥市80公里，赤复公路纵贯全镇；合宁铁路穿境而过，并设黄庵站一座，位于黄庵村。

## 经济
以农林为主，传统农业大镇，该镇还是滁菊的发源地。林业资源丰富，用材林以杉木、松树为主，经济林以板栗为主。拥有国家中一型水库——马厂水库。主要个体私营企业有皖东汽车齿轮厂、永胜工具厂、马厂红砖轮窑厂、马厂米油厂等。

## 矿产资源
该镇境内有金矿、铜矿、磁铁矿、钒矿、大理石矿、海泡石矿（含量约17万吨，中国境内仅有两处）、灰硅石矿等多种矿藏资源。

## 地方特产
采用传统手工工艺制作的“马厂酥笏牌”闻名遐迩，曾被送到北京作为国宴用品；采集天然地下水，精心烩作的“马厂羊肉面”。